# Cochranella nola
Espèce
Statut de conservation UICN

 NT  : Quasi menacé
Cochranella nola est une espèce d'amphibiens de la famille des Centrolenidae.

## Répartition
Cette espèce se rencontre :
- en Bolivie dans les départements de Santa Cruz et de La Paz ;
- au Pérou dans la région de Puno.

Sa présence est incertaine dans les départements de Chuquisaca et de Cochabamba.

## Description
Les mâles mesurent de 20,7 à 21,1 mm et les femelles de 24,4 à 25,7 mm.

## Publication originale
- Harvey, 1996 : A new species of glass frog (Anura: Centrolenidae: Cochranella) from Bolivia, and the taxonomic status of Cochranella flavidigitata. Herpetologica, vol. 52, no 3, p. 427-435.